# Maxence Flachez
Maxence Flachez (ur. 5 sierpnia 1972 w Grenoble) – były francuski piłkarz występujący na pozycji obrońcy.

## Kariera
Flachez zawodową karierę rozpoczynał w pierwszoligowym Olympique Lyon. We francuskiej ekstraklasie zadebiutował 29 sierpnia 1992 w zremisowanym 2:2 pojedynku z Olympique Marsylia. W 1995 roku wywalczył z klubem wicemistrzostwo Francji. W Olympique spędził w sumie 3 sezony, w ciągu których rozegrał tam 55 spotkań i zdobył 2 bramki. W 1995 roku przeszedł na wypożyczenie do innego pierwszoligowca - FC Martigues. W 1996 roku spadł z nim do drugiej ligi.
Latem 1996 roku Flachez został graczem drugoligowego FC Sochaux-Montbéliard. Od początku gry w nowym klubie był tam podstawowym graczem. W 1998 roku awansował z Sochaux do ekstraklasy. Po roku powrócił jednak z zespołem do drugiej ligi. Jego klub spędził tam kolejne dwa sezony, a potem ponownie wywalczył awans do Ligue 1. W 2003 roku Flachez dotarł z zespołem do finału Pucharu Ligi Francuskiej, ale uległ tam 1:4 AS Monaco. Rok później Sochaux ponownie uczestniczyło w finale tych rozgrywek, ale tym razem zwyciężyło w nich, po pokonaniu w rzutach karnych FC Nantes. W Sochaux Flachez grał łącznie osiem lat. W tym czasie wystąpił tam 280 razy i strzelił 12 goli.
Na początku sezonu 2004/2005 trafił do drugoligowego En Avant Guingamp. W tym klubie grał przez rok. Przez ten czas rozegrał tam 30 spotkań. Latem 2005 podpisał kontrakt z innym drugoligowcem - Valenciennes FC. W 2006 roku awansował z klubem do Ligue 1. W Valenciennes grał jeszcze przez rok. W 2007 roku przeniósł się do drugoligowego Grenoble Foot 38. W 2008 roku zajął z klubem 3. miejsce w lidze i awansował z nim do ekstraklasy. W 2009 roku Flachez zakończył karierę.
| Sezon   | Klub                   | Kraj    | Rozgrywki | Mecze | Bramki |
| ------- | ---------------------- | ------- | --------- | ----- | ------ |
| 1992/93 | Olympique Lyon         | Francja | Ligue 1   | 29    | 1      |
| 1993/94 | Olympique Lyon         | Francja | Ligue 1   | 18    | 1      |
| 1994/95 | Olympique Lyon         | Francja | Ligue 1   | 8     | 0      |
| 1995/96 | FC Martigues           | Francja | Ligue 1   | 31    | 3      |
| 1996/97 | FC Sochaux-Montbéliard | Francja | Ligue 2   | 40    | 2      |
| 1997/98 | FC Sochaux-Montbéliard | Francja | Ligue 2   | 38    | 0      |
| 1998/99 | FC Sochaux-Montbéliard | Francja | Ligue 1   | 29    | 3      |
| 1999/00 | FC Sochaux-Montbéliard | Francja | Ligue 2   | 34    | 3      |
| 2000/01 | FC Sochaux-Montbéliard | Francja | Ligue 2   | 37    | 3      |
| 2001/02 | FC Sochaux-Montbéliard | Francja | Ligue 1   | 33    | 0      |
| 2002/03 | FC Sochaux-Montbéliard | Francja | Ligue 1   | 36    | 1      |
| 2003/04 | FC Sochaux-Montbéliard | Francja | Ligue 1   | 32    | 0      |
| 2004/05 | FC Sochaux-Montbéliard | Francja | Ligue 1   | 1     | 0      |
| 2004/05 | En Avant Guingamp      | Francja | Ligue 2   | 30    | 0      |
| 2005/06 | Valenciennes FC        | Francja | Ligue 2   | 33    | 2      |
| 2006/07 | Valenciennes FC        | Francja | Ligue 1   | 34    | 0      |
| 2007/08 | Grenoble Foot 38       | Francja | Ligue 2   | 27    | 0      |
| 2008/09 | Grenoble Foot 38       | Francja | Ligue 1   | 20    | 0      |